# سوي ران
سوي ران (بالصينية: 睢冉) مواليد 25 يونيو 1992 في جينان، هو لاعب كرة سلة صيني. بدأ مسيرته الاحترافية في سنة 2008. يلعب مع شاندونغ غولدن ستارز في الرابطة الصينية لكرة السلة كلاعب هجوم خلفي. يحمل الرقم 5. يبلغ طوله 6 قدم 4 بوصة (1.9 م). مثّل منتخب بلاده. شارك في دورة الألعاب الأولمبية الصيفية سنة 2016.

## روابط خارجية
- سوي ران على موقع الاتحاد الدولي لكرة السلة (الإنجليزية)
- سوي ران على موقع كرة السلة الأوروبية.كوم (الإنجليزية)
- سوي ران على موقع ريلجم (الإنجليزية)
- سوي ران على موقع بروبوليرز (الإنجليزية)
- سوي ران على موقع سبورتس رفرنس (الإنجليزية)
- سوي ران على موقع أوليمبيديا (الإنجليزية)
- سوي ران على موقع اللجنة الأولمبية الصينية (الإنجليزية)